# Apamea antennata
Apamea antennata là một loài bướm đêm thuộc họ Noctuidae. Nó được tìm thấy ở miền tây Bắc Mỹ, bao gồm California và British Columbia.
Sải cánh vào khoảng 45 mm. Con trưởng thành bay từ đầu tới giữa mùa thu tùy theo địa điểm.
Ấu trùng ăn nhiều loại cỏ.

## Phụ loài
- Apamea antennata antennata
- Apamea antennata purpurissata (British Columbia)